# Maurice Weissburger
Maurice Weissburger (ur.  1920, zm. 3 marca 2009) – brydżysta reprezentujący Anglię oraz Wielką Brytanię.

## Wyniki brydżowe

### Zawody światowe
W światowych zawodach zdobył następujące lokaty:
| Mistrzostwa Świata. Konkurencja par | Mistrzostwa Świata. Konkurencja par | Mistrzostwa Świata. Konkurencja par | Mistrzostwa Świata. Konkurencja par | Mistrzostwa Świata. Konkurencja par | Mistrzostwa Świata. Konkurencja par |
| Rok                                 | Miejsce                             | Zawody                              | Kategoria                           | Partner                             | Pozycja                             |
| ----------------------------------- | ----------------------------------- | ----------------------------------- | ----------------------------------- | ----------------------------------- | ----------------------------------- |
| 1966                                | Amsterdam                           | 2. Mistrzostwa Świata               | Miksty                              | Joan Durran                         | 2                                   |

## Klasyfikacja
- Maurice Weissburger – klasyfikacja WBF (ang.)
- Maurice Weissburger – klasyfikacja EBL (ang.)